# Parafia Apostołów Szymona i Judy Tadeusza w Jędrzejowie
Parafia Apostołów Szymona i Judy Tadeusza – rzymskokatolicka parafia w Jędrzejowie (województwo opolskie). Parafia należy do dekanatu Grodków w diecezji opolskiej.

## Historia parafii
Parafia powstała w 1893 roku. parafia. Obsługuje ją ksiądz diecezjalny. Proboszczem parafii jest ks. Paweł Adamus.

## Liczebność i zasięg parafii
Parafię zamieszkuje 984 mieszkańców, zasięgiem duszpasterskim obejmuje ona miejscowości:
- Jędrzejów,
- Starowice Dolne,
- Wójtowice.

## Inne kościoły i kaplice
- Kościół Niepokalanego Poczęcia Najświętszej Maryi Panny w Starowicach Dolnych – kościół filialny,
- Kościół Matki Bożej Nieustającej Pomocy w Wójtowicach – kościół filialny,
- Kaplica w Domu Opieki Społecznej w Jędrzejowie.

### Szkoły i przedszkola
- Publiczna Szkoła Podstawowa w Jędrzejowie,
- Publiczna Gimnazjum w Jędrzejowie.

## Duszpasterze

### Proboszczowie po 1945 roku
- ks. Edmund Radzki CM,
- ks. Tadeusz Sroka CM,
- ks. Mirosław Brzoza CM,
- ks. Karol Gąsior,
- ks. Norbert Nocoń,
- ks. Paweł Adamus[2].
- ks. Tomasz Wrona.